# Lillehammers ansökan om olympiska vinterspelen 1992
Lillehammers ansökan om olympiska vinterspelen 1992 var en misslyckad kampanj presenterad 1984. Ansökan slutade fyra av sju sökande vid omröstningen på IOK:s 91:a session den 17 september 1986. Albertville vann värdskapet, men Lillehammers förlust ledde till att de vann värdskapet för nästkommande spel 1994.[källa behövs]

## Historia
Planerna kring en norsk ansökan började 1981, efter att Faluns ansökan om olympiska vinterspelen 1988 hade misslyckats. Valet att Lillehammer skulle söka för Norge föreslogs av Arne B. Mollén, en medlem av Norges olympiska kommitté och tidigare ordförande. Efter det svenska misslyckandet sa Mollén att Lillehammer var den enda nordiska staden som kunde arrangera ett spel av den storleken. Wolfgang Müller kontaktade direkt Mollén och de hade den 12 oktober 1981 hade de ett möte där det bestämdes att planerna inte ännu skulle presenteras för allmänheten. Oppland och Hedmark fylke var vid tiden svårt ekonomiskt lidande, och den Norska regeringen utsåg den 21 augusti 1981 en kommitté, som leddes av Odvar Nordil, som hade i uppgift att leta efter sätt att stimulera den lokala ekonomin. Kommittén presenterades idén om ett OS och ansåg att det vore en möjlig väg att gynna regionen.
I ett konfidentiellt möte med Lillehammers kommunråd den 22 januari 1982, informerades de om planen och de beslutade att starta en kommitté, som skulle ledas av Ole Sjetne, för att planera spelen. En namninsamling startades 1982 för att stoppa staden från att ansöka om spelen. Oppositionen mot ansökan ledde till att Kommittén för information om olympiska spelen i Lillehammer 1992 grundades. Den kommunala kommittén publicerade en rapport den 28 januari 1983, som presenterade en preliminär plan för spelen. Den andra juni röstade Lillehammers kommun med 42 röster mot 13 för att aktivt arbeta för att ge spelen till staden. Arbeiderpartiet var splittrad i frågan, och båda sidor lovade aktioner och demonstrationer.
Den första oktober 1983 startades företaget Lillehammer-OL 1992 AS för att planera ansökan. Dess chef var Arlid Sletten och ordföranden var Ole Sjetne. Finansieringen säkrades genom 15 miljoner NOK från den privata sektorn och 10 miljoner NOK från den allmänna sektorn. Under olympiska vinterspelen 1984, hölls en mottagning där IOK presenterades för Lillehammers kandidatur. Ett stort fokus lades på att informera IOK:s medlemmar om Norge och Lillehammer. Detta inkluderar besök från norska representanter hos 70 IOK-medlemmars hemländer, tillsammans med det norska utrikesdepartementet. Representanter besökte även 37 internationella sportevenemang. Under 1985 gav staten en ekonomisk garanti till ansökan. Informationskommittén publicerade en vit bok 1984, vilken var kritisk mot både ansökningsprocessen och hur spelen var planerade att hållas i staden, med en varning kring att det skulle förändra stadens karaktär. Arne Skouen konstaterade att "det bästa sättet att köra över staden och lämna den bakom sig likt ett slagfält är att organisera ett OS".
I maj 1985 tog Petter Rønningen över som ordförande i företaget – vid denna tid hade han fem heltidsanställningar. Den slutliga planen godkändes den 7 november. Den formella ansökan var i tre volymer på totalt 500 sidor, den presenterades på engelska och franska. Kandidaturen sände 58 delegater till IOK:s kongress vilken hölls i Lausanne, Schweiz den 17 september 1986.

## Resultat
| Stad              | Land      | Omgång 1 | Omgång 2 | Omgång 3 | Omgång 4 | Omgång 5 (Skiljeomgång) | Omgång 6 |
| ----------------- | --------- | -------- | -------- | -------- | -------- | ----------------------- | -------- |
| Albertville       | Frankrike | 19       | 26       | 29       | 42       | -                       | 51       |
| Sofia             | Bulgarien | 25       | 25       | 28       | 24       | -                       | 25       |
| Falun             | Sverige   | 10       | 11       | 11       | 11       | 41                      | 9        |
| Lillehammer       | Norge     | 10       | 11       | 9        | 11       | 40                      | -        |
| Cortina d'Ampezzo | Italien   | 7        | 6        | 7        | -        | -                       | -        |
| Anchorage, Alaska | USA       | 7        | 5        | -        | -        | -                       | -        |
| Berchtesgaden     | Tyskland  | 6        | -        | -        | -        | -                       | -        |